# Брахіантикліналь
Брахіантикліна́ль (грец. βραχύς — короткий і антикліналь; рос. брахиантиклиналь, англ. brachyanticline, нім. Brachyantiklinale) — коротка антиклінальна складка шарів гірських порід. В середині її залягають давніші за геологічним віком породи. Падіння верств — від центру. У плані має овальну форму.
Коротка антиклінальна складка, довжина якої у кілька разів перевищує її ширину. Падіння шарів порід на крилах брахіантикліналі йде від центра в усі боки. У плані брахіантикліналь має вигляд овала, всередині якого лежать древні породи, оточені більш молодими у вигляді концентричних кілець.